# Carlos Belloso
Carlos Belloso (ur. 5 kwietnia 1963 w Argentynie) – argentyński aktor telewizyjny i filmowy.

## Życiorys
Jest jednym z trojga dzieci. Po ukończeniu Escuela Municipal de Arte Dramático de Buenos Aires, związał się z grupą Los Melli, fundacji Banco Patricios.
Po występie w filmie krótkometrażowym De ogros, duendes y alquimia (1992), zagrał w telenoweli Rodolfo Rojas director técnico (R.R.D.T., 1997). W argentyńskiej telenoweli Jesteś moim życiem (Sos mi vida, 2006) zagrał Quique, narzeczonego Monity.

## Wybrana filmografia

### filmy kinowe
- 2004: Święta dziewczyna (La Niña santa) jako Doktor Jano
- 2000: Felicidades jako Komediant

### telenowele
- 2006: Jesteś moim życiem (Sos mi vida) jako Quique
- 2002: Tumberos jako Willy
- 2001: ¡Qué espectáculo! jako Kapitan Piluso
- 2001: Culpables
- 1999–2000: Campeones de la vida jako Vasquito
- 1997: R.R.D.T.